# 桑嶋忠季
桑嶋 忠季（くわしま ただすえ）は、江戸時代の武士。

## 略歴
岡本忠清の嫡男として生まれる。父忠清は浪人となっていたが、自らは徳川綱重に仕官し、桜田の館で甲府藩の家臣となる。また、弟忠直と共に桑嶋姓を称する。